# Nikolaus Ellenbog
Nikolaus Ellenbog (auch Nicolaus Cubitus * 18. März 1481 in Biberach; † 6. Juni 1543 in Ottobeuren) war ein deutscher Benediktiner und Humanist.

## Leben
Nikolaus Ellenbog war der Sohn des Arztes und Hochschullehrers Ulrich Ellenbog und seiner Frau Margaretha, geb. Weber. Nikolaus Ellenbog studierte an der Universität Heidelberg Philosophie, Rhetorik sowie Dichtkunst, an der Universität Krakau studierte er dann Astronomie und an der Universität Montpellier Medizin. 1504 trat er in das Benediktinerkloster Ottobeuren ein. Er lehnte die Reformation entschieden ab und bekämpfte sie in einigen Traktaten. Ellenbogs Interesse galt den alten Sprachen, Mathematik, Astronomie, Medizin, Geographie, Geschichte und Theologie; er stand mit Gelehrten, wie z. B. Erasmus, Johannes Reuchlin oder Konrad Peutinger, in schriftlicher Verbindung. Sein Briefwechsel von 1504–1543 ist in eigenhändiger Abschrift erhalten.
Im Kloster hatte Ellenbog verschiedene Ämter inne, er leitete die 1509 errichtete Klosterdruckerei, vermehrte die Klosterbibliothek und förderte die 1543 in Ottobeuren gegründete Universität der schwäbischen Benediktinerabteien, die jedoch nur kurz bestand.

## Veröffentlichung
- Passio septem fratrum filiorum sanctae foelicitatis. Klosterdruckerei, Ottobeuren 1511.
- postum: Andreas Bigelmair (Hrsg.): Nikolaus Ellenbog: Briefwechsel. Aschendorff, Münster 1938 (Corpus catholicorum; 19/21) (Digitalisat).
  - Bd. 1/2: Einleitung und Buch I–II.
  - Bd. 3/9: Register und Buch III–IX.